# تیم ملی هندبال قطر
تیم ملی هندبال قطر (انگلیسی: Qatar national handball team) نماینده کشور قطر در مسابقات بین‌المللی ورزش هندبال است.
این تیم در سال ۱۹۷۸ میلادی عضو فدراسیون بین‌المللی هندبال شده و سابقه نایب قهرمانی در قهرمانی هندبال مردان جهان ۲۰۱۵ را در کارنامه دارد.